# Parque nacional de Jacques-Cartier
El Parque nacional de Jacques-Cartier (en francés: Parc national de la Jacques-Cartier) es un parque provincial ubicado a 50 kilómetros (31 millas) al norte de la ciudad de Quebec, en Canadá. El parque tiene como objetivo proteger la vida silvestre en el macizo Laurentiano. Se encuentra dentro de la ecorregión de transición boreal de los bosques del este.
Los Innu y los pueblos Hurón solían habitar las tierras que actualmente conforman el parque nacional Jacques-Cartier.

## Historia

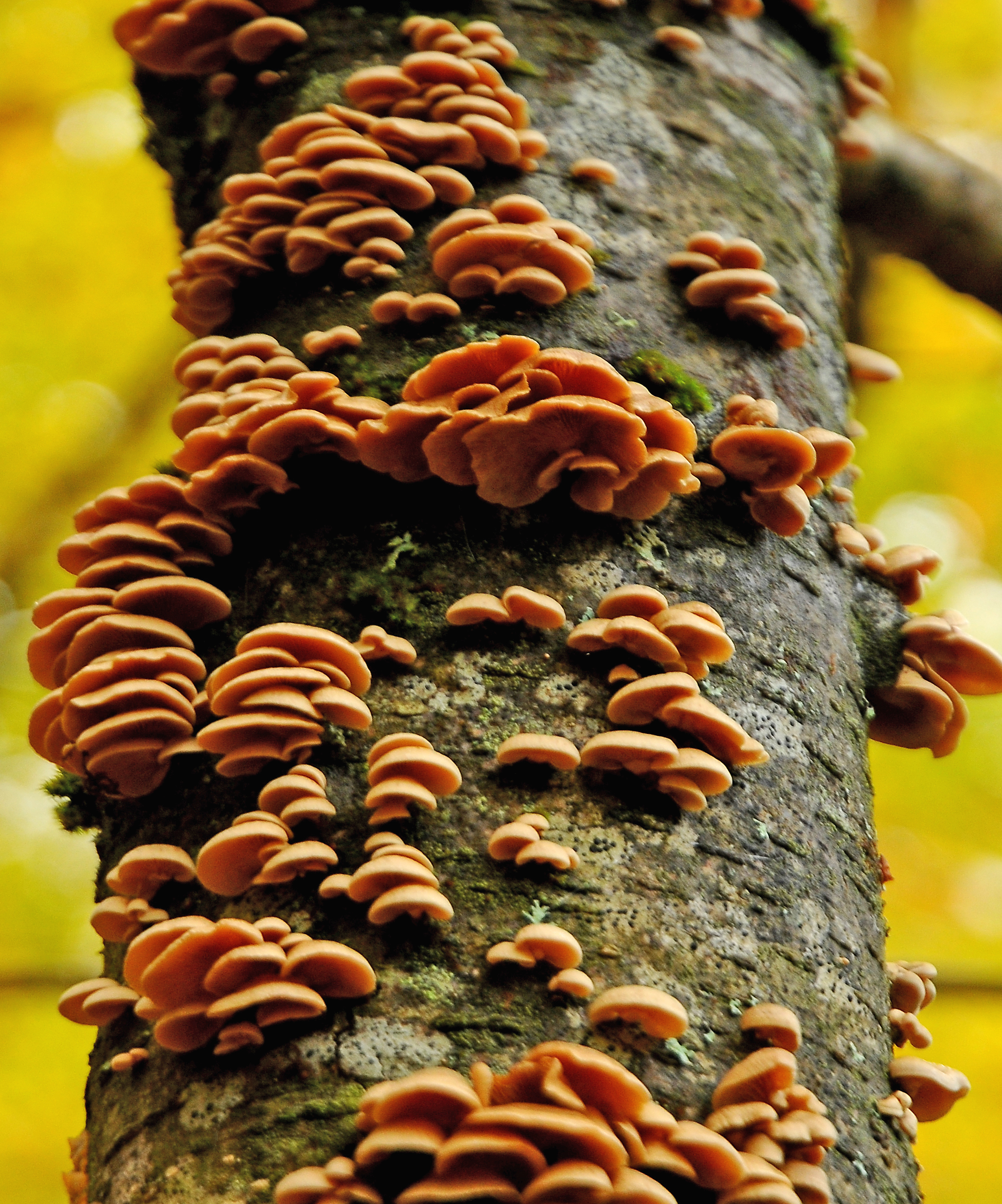
Setas en un tronco del parque

Los pueblos Montagnais y Hurón solían habitar las tierras que actualmente forman el parque nacional Jacques-Cartier. Durante el siglo XVII, los hurones trabajaron como guías para los jesuitas que querían viajar entre la ciudad de Quebec y Lac Saint-Jean sin usar el río San Lorenzo. [4]
A partir de mediados del siglo XIX, el área era un importante productor de madera. [4] Debido a la presión del movimiento conservacionista estadounidense, la Reserva de Vida Silvestre Laurentian, cuyas tierras fueron formadas por el parque, fue creada en 1895. [5] El final de la Segunda Guerra Mundial, así como la mejora de las redes de carreteras, trajo un aumento considerable en el número de visitantes al área. En 1972, Hydro-Québec propuso la construcción de una presa en el río Jacques-Cartier, lo que habría resultado en la inundación del valle. [6] Debido a la presión pública, el proyecto fue abandonado en 1975. Ese mismo año también se vio el final de la industria maderera en la región. [4] En 1981, el parque nacional Jacques-Cartier se creó a partir de las tierras más meridionales de la Reserva de vida silvestre Laurentian. [2]